# Galaga
Galaga (ギャラガ, Hepburn: Gyaraga) este continuarea jocului Galaxian (1979). A fost creat în 1981 de către firma japoneză de jocuri video Namco și lansat de Midway Manufacturing în America. 
Jocul se centrează pe ideea ca nava din joc (numită colocvial "Galaxip") să împuște alți monștri, cu cei mai puternici 4 stând în față, numiți colocvial "boșșii Galaga".
Este unul dintre primele jocuri video cu grafică RGB color.